# Pipamperone
Il pipamperone è uno psicofarmaco del gruppo dei neurolettici a bassa potenza (antipsicotici) appartenente alla famiglia dei butirrofenoni. Ha effetto prevalentemente sedativo, mentre l´effetto antipsicotico è meno accentuato.

## Farmacologia
Il pipamperone blocca principalmente i recettori della serotonina, in misura minore i recettori D2 e D4 e gli adrenocettori alfa1. La molecola non ha effetto sui recettori muscarinici dell'acetilcolina e sui recettori dell'istamina H1. Il catabolismo avviene tramite N-dealchilazione e ossidazione.

## Effetti farmacologici
Il pipamperone è usato per irrequietezza, disturbi del sonno e sbalzi d'umore, avendo effetto regolatore favorente e induttore del sonno. Può anche ridurre l'agitazione e l'aggressività.

## Effetti indesiderati
Rispetto ad altri neurolettici, il pipamperone è caratterizzato da una migliore tollerabilità, non causando sintomi anticolinergici. Viene perciò largamente usato nella psichiatria gerontologica e infantile e dell'adolescenza in paesi come la Germania. In Italia, tuttavia, il suo uso in clinica non é autorizzato.
A dosi elevate possono verificarsi disturbi motori extrapiramidali detti discinesie. Tali disturbi del movimento compaiono principalmente nell'area orofacciale (intorno alla bocca o al viso) sotto forma di discinesie precoci o discinesie tardive (queste ultime si verificano soprattutto con l´uso prolungato di neurolettici tipici ad alta potenza, gruppo a cui il pipamperone non appartiene).
Molto raramente può comparire la sindrome neurolettica maligna, che può avere esito fatale.
Sintomi gastrointestinali: perdita di appetito, nausea e vomito.
Effetti endocrini: iperprolattinemia, ingrossamento del seno, disturbi mestruali.
Effetti cardiovascolari: si verificano molto raramente tachicardia, ipotensione, aritmie cardiache (prolungamento del tempo QT).
Altri disturbi del sistema nervoso centrale: sono stati riportati rari casi di depressione, stanchezza e sonnolenza, insonnia, mal di testa e convulsioni.
Sintomi fisici da astinenza: insonnia.

## Usi
Il pipamperone è principalmente prescritto come blando ipnotico. Viene anche usato come sedativo nel trattamento dei pazienti gerontopsichiatrici. Inoltre può essere somministrato a bambini con comportamenti aggressivi o autistici. L'emivita plasmatica è di 17-22 ore.

## Nomi commerciali
Monopreparazioni
In paesi di lingua tedesca: Dipiperon (D, CH), Pipamperon HEXAL Saft (D), vari generici (D)